# 28-й стрелковый корпус (1-го формирования)
28-й стрелковый корпус — войсковое соединение Вооружённых Сил СССР до и во время Великой Отечественной войны.

## История
28-й стрелковый корпус под командованием полковника Попова Василия Степановича принимал участие в боевых действиях в ходе советско-финской войны.
Командир корпуса был награждён орденом Красного Знамени.
Постановлением Совета Народных Комиссаров СССР от 4 июня 1940 года № 945 Василию Степановичу Попову было присвоено воинское звание «генерал-майор».
После окончания войны корпус под командованием Попова был передан в состав Западного Особого военного округа.
Перед войной корпус располагался в районе Бреста. В начале июня командир корпуса начал строить командный пункт в районе Жабинка.
20 июня 1941 года штаб 28-го стрелкового корпуса выехал «в лагеря» — в район Жабинка.

Военный городок южнее Бреста, где дислоцировалась 22-я танковая дивизия, северный военный городок в Бресте, где размещались корпусной артиллерийский полк и некоторые части стрелковых дивизий 28-го корпуса, подверглись массированной артиллерийской обработке в течение часа. Для корректирования артиллерийского огня на участке Влодава, Семятичи немцы подняли аэростаты наблюдения.— Сандалов Л. М. Боевые действия войск 4-й армии в начальный период Великой Отечественной войны

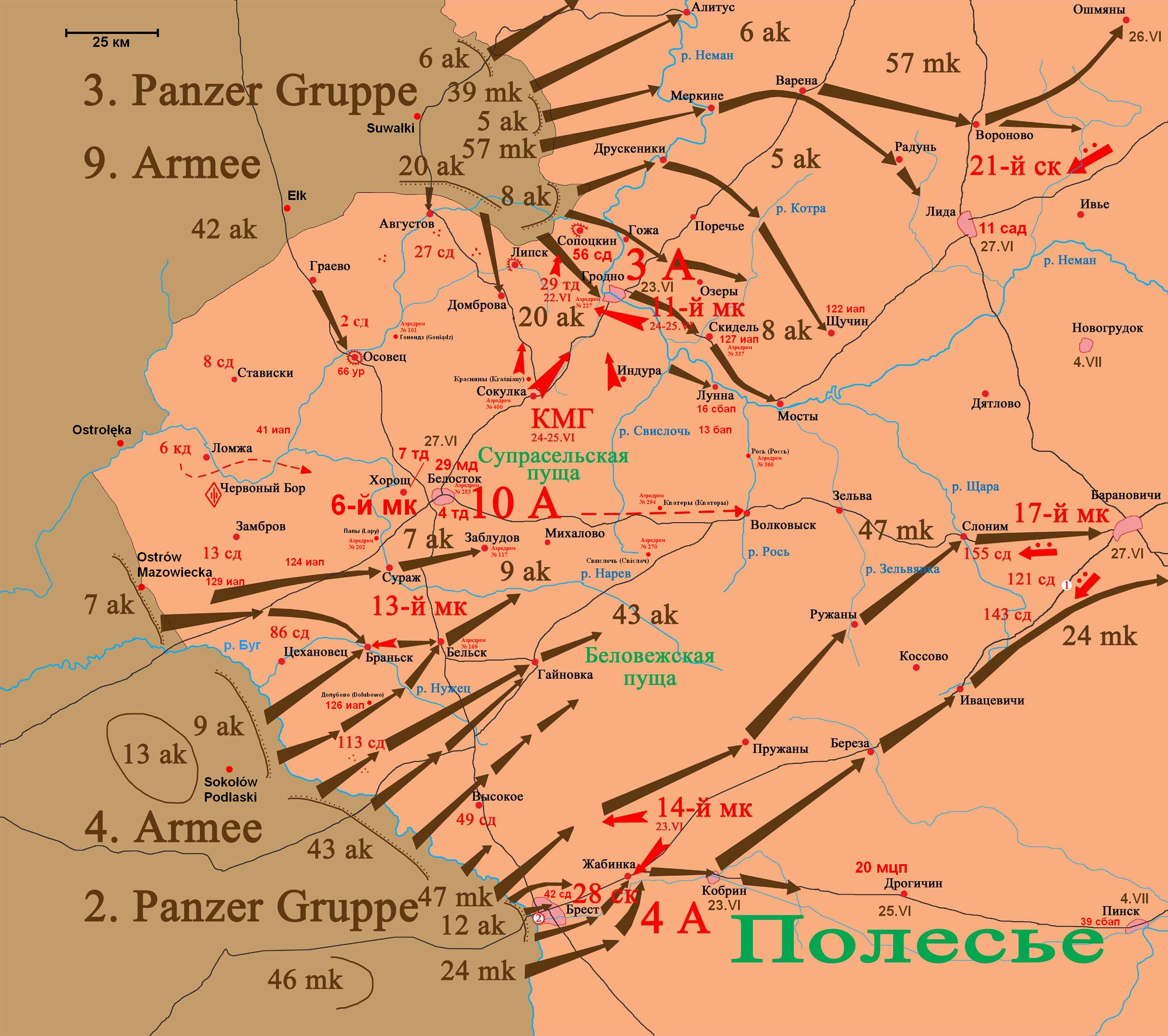
Окружение советских войск Западного фронта в Белостокском выступе, 22-27 июня 1941 года

С началом войны корпус под командованием Попова  вёл тяжёлые оборонительные боевые действия против превосходящих сил противника, в результате которых был вынужден отступать из района Бреста по направлению на Кобрин и Бобруйск.
К исходу дня остатки 28-го стрелкового корпуса удерживали Жабинку, где до начала войны дислоцировались 459-й стрелковый полк и 472-й легко-артиллерийский полк 42-й стрелковой дивизии, которые сохранили боеспособность.

Штаб 28-го стрелкового корпуса больших потерь не имел и продолжал оставаться в районе Жабинка. Авиацией противника была сожжена крупная нефтебаза, находившаяся недалеко от командного пункта этого корпуса.— Сандалов Л. М. Боевые действия войск 4-й армии в начальный период Великой Отечественной войны
В районе Жабинка советские войска успели уничтожить деревянный мост, имевший для противника большое значение. Мостовой парк немецкой танковой дивизии остался где-то позади в пробке, поэтому вечером через р. Мухавец перебрались только «ныряющие танки», но, как пишет А. Исаев, «это скорее была силовая разведка, нежели наступление».
В 10 часов утра 23 июня 1941 года командарм 4-й армии отдает приказ: «… 28-му стрелковому корпусу занять и упорно удерживать рубеж реки Муховец от Лущики до Муховлоки (устья реки Муховец). В случае наступления явно превосходящих сил противника отходить по рубежам: предельный рубеж отхода — р. Ясельда.»
23 июня 1941 года Жабинка, где располагался командный пункт корпуса был оккупирован немецкими войсками.

И, наконец, еще одно обстоятельство стало оказывать влияние на утомленные в беспрерывных двухдневных боях войска — это питание. Большинство подразделений в 28-м стрелковом корпусе и 22-й танковой дивизии кухонь не имело, солдаты и офицеры питались, как правило, одним хлебом.— Сандалов Л. М. Грозные июньские дни

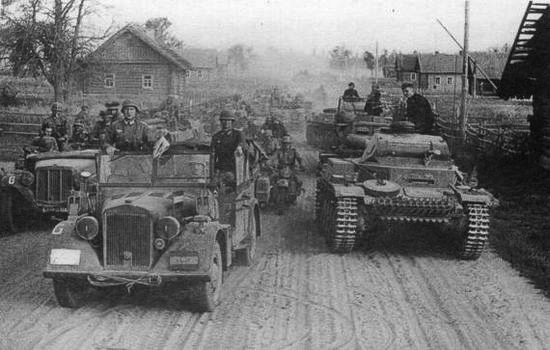
Формирования 3-й танковой группы Германии
в районе Пружан
(июнь 1941 года, БССР).

В начале июля корпус был выведен в резерв Западного фронта и после доукомплектования с 15 июля принимал участие в ходе оборонительный боевых действий на левом берегу реки Сож в районе города Пропойск. Во время этих боевых действий командир корпуса Василий Степанович Попов был тяжело ранен.
В действующей армии с 22 июня 1941 года.

### Боевой состав
| Дата       | Фронт          | Армия     | В составе (стрелковые)                          | Другие части, в том числе приданные | Примечания |
| ---------- | -------------- | --------- | ----------------------------------------------- | --- | ---------- |
| 22.06.1941 | Западный фронт | 4-я армия | 6-я стрелковая дивизия, 42-я стрелковая дивизия | 131-й корпусной артиллерийский полк, 447-й корпусной артиллерийский полк, 12-й отдельный зенитно-артиллерийский дивизион, 235-й отдельный саперный батальон, 298-й отдельный батальон связи |            |

### Командование
- Василий Степанович Попов — комдив, генерал-майор
- 12.1939 — 04.1940 Павел Алексеевич Курочкин — комдив